# Danae gazella
Danae gazella es una especie de coleóptero de la familia Endomychidae.

## Distribución geográfica
Habita en el Congo, Sibiti, Kinshasa.